# Catasticta revancha
La mariposa aurinegra del Tamá, Catasticta revancha, es una especie de mariposa, de la familia de las piérides, que fue descrita por Fernando Rey y Thomasz Pyrcz, en 1996, a partir de ejemplares procedentes de Venezuela.

## Distribución
Catasticta revancha es  endémica del páramo del Tamá, en los estados Táchira y Apure en Venezuela (región Neotropical).

## Conservación
C. revancha es probablemente la mariposa de la familia de las piérides con la distribución más restringida en Venezuela. La región dónde habita se encuentra fuertemente intervenida por actividades agroproductivas, pero no se ha investigado como es la respuesta de la especie a estas actividades. La percepción del valor de conservación de esta especie por las comunidades locales es todavía muy incipiente y no existen medidas de conservación específicas.